# Changan CS35 Plus
Changan CS35 Plus – samochód osobowy typu crossover klasy subkompaktowej produkowany pod chińską marką Changan od 2018 roku.

## Historia i opis modelu

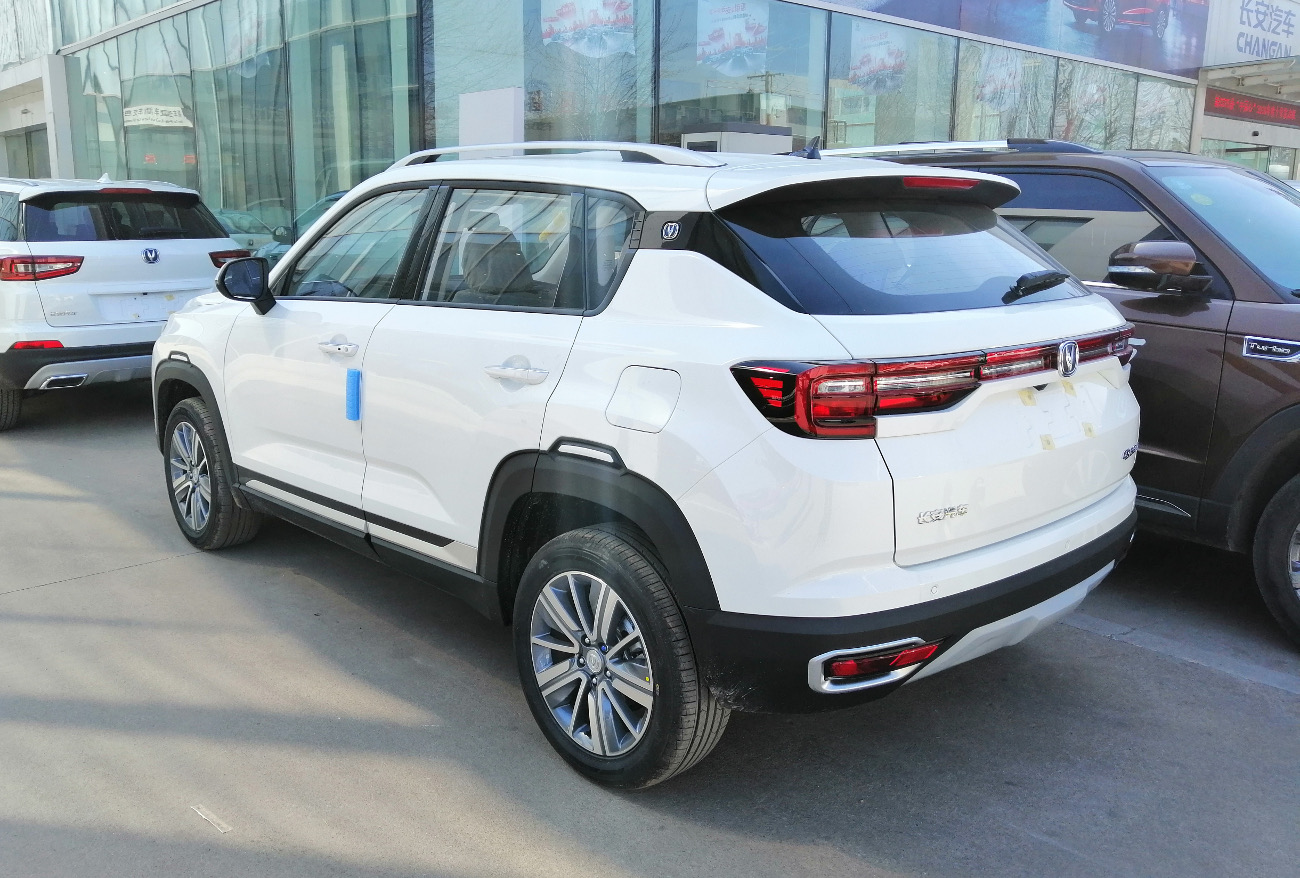
Changan CS35 - tył

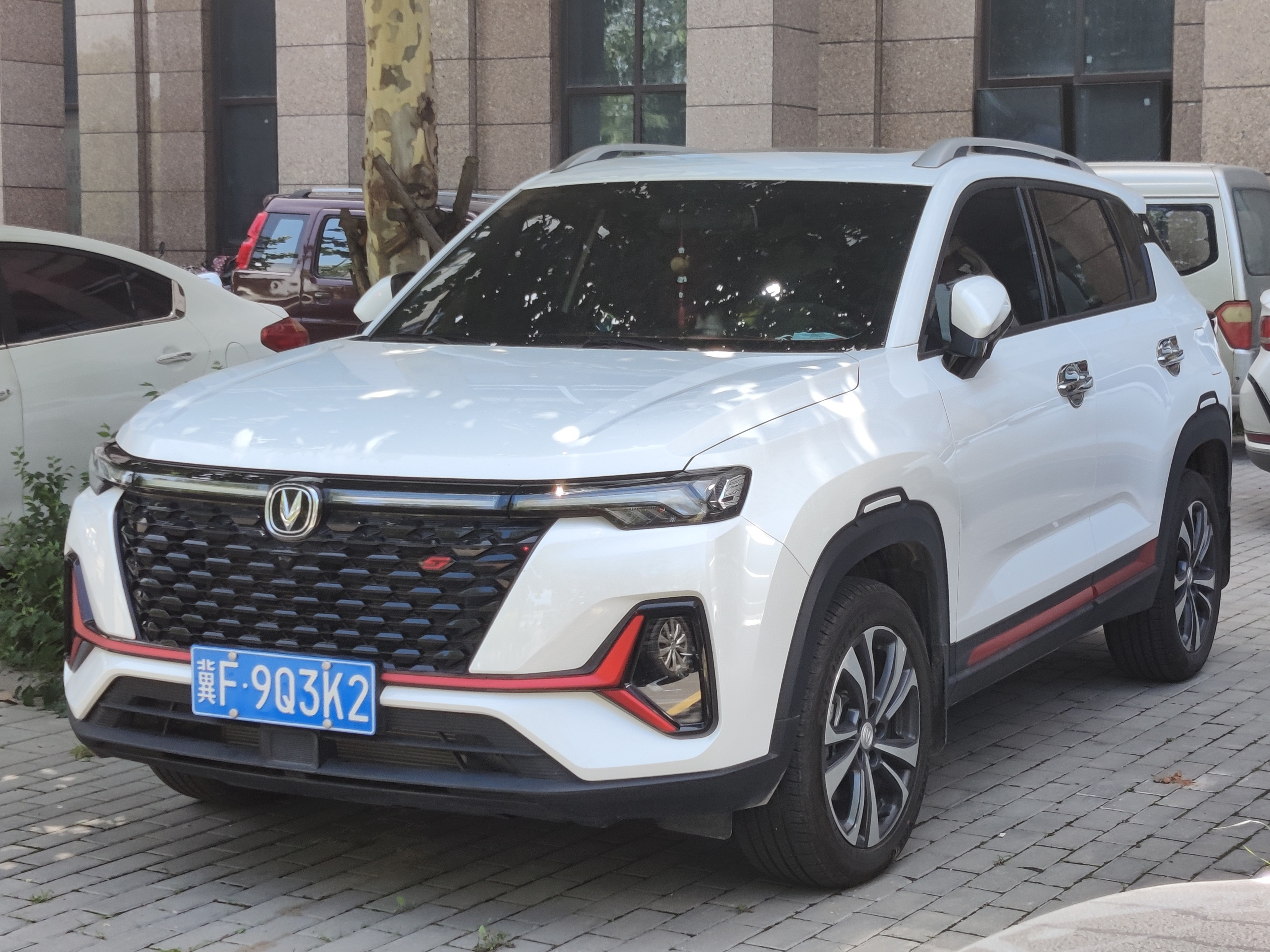
Changan CS35 po liftingu

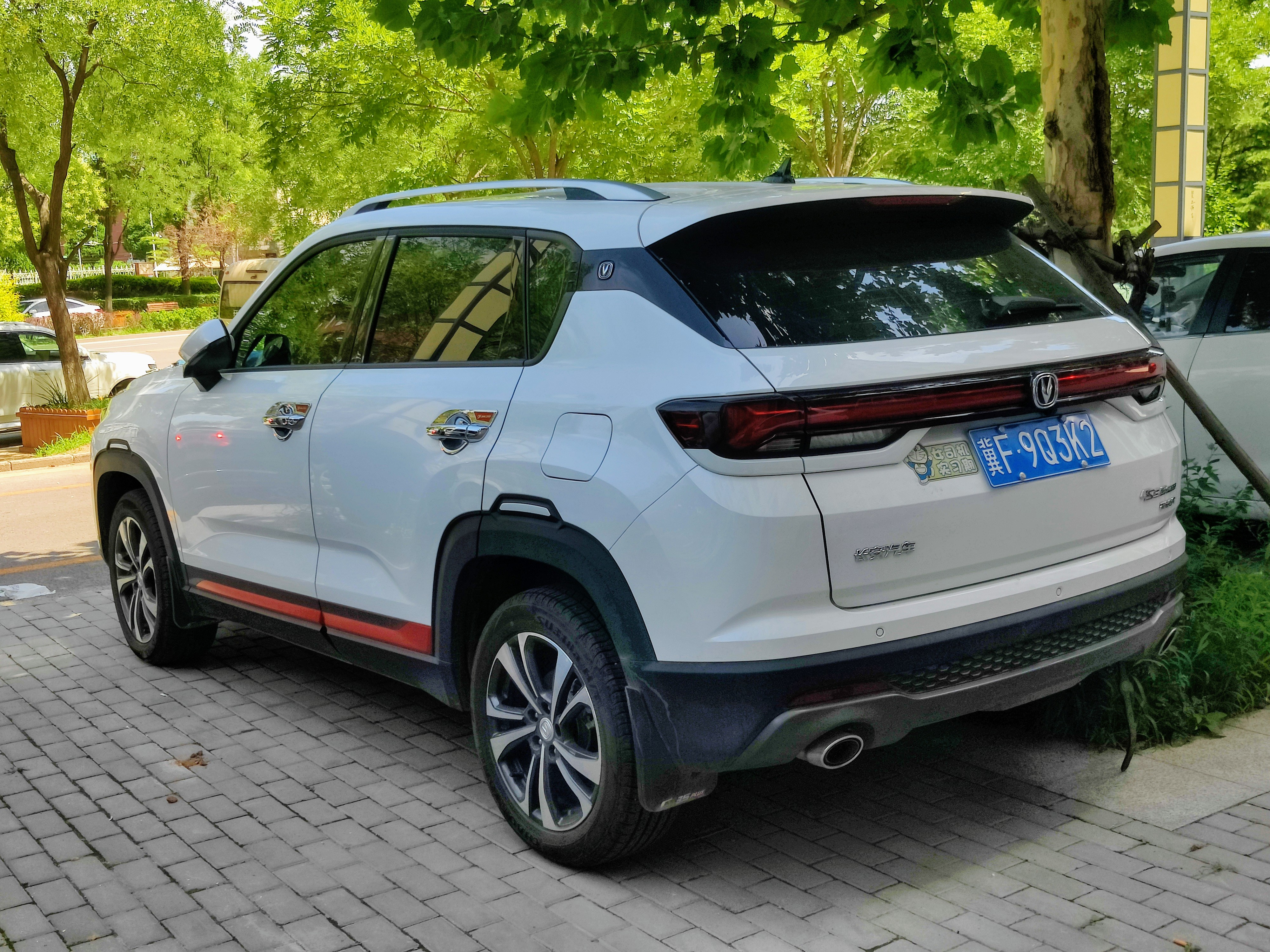
Changan CS35 - tył po liftingu

Podczas wystawy samochodowej Chengdu Auto Show w Chinach, która odbyła się w październiku 2018 roku, Changan przedstawił kolejny model poszerzający ofertę crossoverów w postaci plasującego się między CS35 a CS55 modelu CS35 Plus, stanowiąc bardziej luksusową i większą alternatywę szczególnie dla mniejszego CS35.
Za projekt nadwozia Changana CS35 Plus odpowiedzialna była grupa europejskich projektantów pod przewodnictwem niemieckiego projektanta Bertranda Bacha, szefa działu projektowego Changana. Pod kątem wizualnym pojazd zyskał charakterystyczną, masywną sylwetkę łączącą kanty z zaokrągleniami. Pas przedni zdominowały wysoko umieszczone reflektory tworzące jedną linię z atrapą chłodnicy, z kolei innymi charakterystycznymi akcentami stały się masywnie zarysowane nadkola.
Wśród rozwiąań na liście wyposażenia znalazły się m.in. przednia i tylna kamera podczas parkowania, elektrycznie sterowane okno dachowe, system start-stop oraz 10,25-calowy dotykowy wyświetlacz systemu multimedialnego.

### Lifting
W styczniu 2021 roku Changan CS35 Plus przeszedł gruntowną restylizację, w ramach której wygląd nadwozia został dostosowany do nowego języka stylistycznego w stylu modeli UNI-T i CS75. Pas przedni zdominowała rozległa atrapa chłodnicy w kształcie trapezu, z kolei reflektory wykonane odtąd w pełni w technologii LED stały się węższe. Zastosowano też nowy projekt deski rozdzielczej z większymi wyświetlaczami i nowym panelem wskaźników.

### Sprzedaż
W pierwszej kolejności Changan CS35 Plus trafił do sprzedaży w październiku 2018 roku na rodzimym rynku chińskim. Ponadto, pojazd ponownie trafił do sprzedaży na globalnych rynkach eksportowych jak Rosja czy Chile. W czerwcu 2020 roku producent trafił również do sprzedaży oraz lokalnej produkcji na Białorusi.

### Silnik
- R4 1.6l